# Bormio
Bormio (lombardul: Bormi, Burmi vagy Bórm) település Olaszország legészakibb részén, a svájci, határ közelében, Lombardia tartomány Sondrio megyéjében. Lakosainak száma 3960 fő (2023. január 1.). Bormio Stilfs, Valdisotto, Valfurva, Valdidentro és Val Müstair községekkel határos. A város az Alpok közel négyezer méter magas csúcsai közül induló felső-Valtellina völgyben, az Adda folyó partján, 1225 m tengerszint feletti magasságban fekszik. Kiemelkedő turisztikai jelentőségét természeti környezetének köszönheti. A várost körülvevő Stelvio Nemzeti Park Olaszország egyik legkorábban létrehozott nemzeti parkja. Fontos központja a téli sportoknak: közelében 50 km-nyi sípálya található; itt rendezte a Nemzetközi Síszövetség 1985-ben és 2005-ben az Alpesisí Világbajnokságot.

## Népesség
| Lakosok száma | 4165 | 4194 | 3960 |
|               | 2017 | 2018 | 2023 |

## Testvérvárosai
- Taksony, Magyarország
- Szigetújfalu, Magyarország